# Сабинијан (конзул 505)
Флавије Сабинијан ( флоруит 505–508. године) је био политичар и генерал Источног римског царства .

## Живот
Сабинијан је био син Сабинијана Магнуса, магистер милитум пер Иллирикум (479–481. године). Оженио се нећаком цара Анастасија I и био је отац Анастасија Павла Проба Сабинијана Помпеја Анастасија, конзула 517. године.
Године 505. био је на конзулату, док је 508. године постављен за магистер милитум пер Иллирикум . Имао је велику и добро опремљену војску, али су га код Хореум Маргија поразиле удружене војске Хуна, предвођених Мундоом, и Острогота, предвођених Пицијасом. После пораза, отишао је са неколико преживелих у тврђаву Натус.